# Wim van Eck
Wilhelmus Martinus van Eck, detto Wim (Batavia, 13 marzo 1893 – maggio 1967), è stato un calciatore olandese, di ruolo portiere.

## Carriera
Venne convocato dalla nazionale olandese che ai Giochi olimpici di Stoccolma, nel 1912, ottenne la medaglia di bronzo; la convocazione arrivò per poter sostituire Wiet Ledeboer il quale non poteva partecipare alla competizione in quanto il suo club non gli consentì di partire per Stoccolma. Nonostante la convocazione, non scese mai in campo durante la competizione.

## Palmarès

### Nazionale
- Bronzo olimpico: 1

Olanda: Stoccolma 1912